# Тулон
Туло́н (фр. Toulon [tulɔ̃], окс. Tolon [tu'luᵑ], лат. Telo Martius) — город и коммуна на Лазурном берегу Средиземного моря, у подножья горы Фарон, коммуна на юго-востоке Франции в регионе Прованс — Альпы — Лазурный берег, департамент Вар. Город является префектурой (административным центром) департамента Вар, округа Тулон и четырёх кантонов: Тулон-1, Тулон-2, Тулон-3, Тулон-4.
В Тулонском порту размещается важнейшая военно-морская база Франции.
Площадь коммуны — 42,84 км², население — 167 816 человек (2006) с тенденцией к стабилизации: 164 899 человек (2012), плотность населения — 3849,0 чел/км².

## История
Тулон был основан финикийцами, которые добывали здесь пурпуровые краски. Во времена Меровингов Тулон был местопребыванием епископа; первым из местных епископов называют св. Гонората. В 889 г. Тулон был разрушен сарацинами, однако граф Вильгельм I Арльский отстроил его снова. С 1032 г. Тулоном управляли графы Прованса, в 1178, 1196 и 1211 гг. он был осаждён и разрушен сарацинами.
В 1348 году евреи проживавшие в Тулоне были безосновательно обвинены в том, что они намеренно отравляют колодцы и реки и являются виновниками чёрной смерти; это привело к масштабному еврейскому погрому в результате которого за одну ночь было убито около 40 евреев.
После присоединения Прованса к Франции король Карл VIII, будучи наслышан о природных достоинствах тулонской гавани, развернул строительство крупного порта. Эти планы были сорваны генуэзцами, которые опасались потерять монополию на морскую торговлю в этой части Средиземноморья. В 1514 году строительство возобновил Людовик XII, видевший в Тулоне потенциальный плацдарм для ведения Итальянских войн. Напоминанием о его вкладе в развитие Тулона служит высящаяся на стрелке мыса Королевская башня (1514-24); сразу по завершении строительства её взял (а точнее, купил у коменданта за 500 экю) коннетабль Бурбон. В 1536 году в Тулоне побывал император Карл V. Через несколько лет после совместной осады Ниццы король Франциск I разрешил зазимовать в Тулонской бухте пиратам Барбароссы; местный собор при этом использовался для отправления мусульманских богослужений.
Генрих Великий в 1599 году возобновил строительство порта в Тулоне, затем его портовые сооружения изрядно улучшил и расширил кардинал Ришельё. Кольбер также осознавал ключевое значение Тулона для поддержания французского господства в Средиземноморье. При нём в городе велись большие строительные и фортификационные работы, которыми руководил сам Вобан. Город был настолько хорошо укреплён, что во время Войны за испанское наследство, в 1707 году, выдержал осаду принца Евгения Савойского. В 1793 году с подавления восстания роялистов в Тулоне началась карьера Наполеона Бонапарта.
На протяжении всего XIX века французы опирались на Тулон для расширения своей колониальной империи. Именно отсюда начинались все военно-морские экспедиции под французским флагом — такие, как завоевание Алжира. Барон Осман, управлявший Тулоном до перевода в Париж, преобразил верхний город, проложив широкие озеленённые бульвары с многоэтажными домами. При нём Тулон украсился оперным театром, вторым по величине во Франции, и общедоступными садами, которые носят имя короля Югославии Александра I, посетившего Тулон и убитого в Марселе в 1934 году.
При заключении франко-русского союза в 1893 году в Тулоне имели место народные манифестации по случаю прихода туда русской эскадры под начальством вице-адмирала Авелана.
25 сентября 1911 года здесь произошла одна из крупнейших морских катастроф XX века: в крюйт-камере стоявшего на рейде в Тулоне французского эскадренного броненосца «Либертэ» прогремел взрыв унёсший жизни 210 человек; 184 были ранены.
Во время Второй мировой войны, 27 ноября 1942 года, в гавани Тулона была затоплена бо́льшая часть военно-морского флота Франции — в общей сложности 77 кораблей.

## Население
Население коммуны в 2011 году составляло — 163 974 человека, а в 2012 году — 164 899 человек.
| 1962   | 1968   | 1975   | 1982   | 1990   | 1999   | 2006   | 2011   | 2012   |
| ------ | ------ | ------ | ------ | ------ | ------ | ------ | ------ | ------ |
| 161786 | 174746 | 181801 | 179423 | 167619 | 160639 | 167816 | 163974 | 164899 |

Динамика населения:

## Экономика
В 2010 году из 102 475 человек трудоспособного возраста (от 15 до 64 лет) 70 718 были экономически активными, 31 757 — неактивными (показатель активности 69,0 %, в 1999 году — 65,3 %). Из 70 718 активных трудоспособных жителей работали 59 659 человек (31 605 мужчин и 28 054 женщины), 11 059 числились безработными (5348 мужчин и 5711 женщин). Среди 31 757 трудоспособных неактивных граждан 10 178 были учениками либо студентами, 8 483 — пенсионерами, а ещё 13 096 — были неактивны в силу других причин.
На протяжении 2010 года в коммуне числилось 78 933 облагаемых налогом домохозяйства, в которых проживало 167 522 человека. При этом медиана доходов составила 16 тысяч 987 евро на одного налогоплательщика.

## Достопримечательности (фотогалерея)
Тулон сильно пострадал во время Второй мировой войны, однако в основных своих чертах уцелела пешеходная зона времён Людовика XIV с узкими улочками, небольшими площадями и многочисленными фонтанами. Главная достопримечательность в этой части города — Тулонский собор, заложенный в XI веке, но достроенный только при «Короле-Солнце». Со времён Наполеона в городе размещается Национальный военно-морской музей. На горе Фарон находится экспозиция военной техники Второй Мировой войны и музей высадки союзников в Провансе 15 августа 1944 года.
- Тулонский собор (XI век)
- Руины королевской башни (XVI век)
- Здание, возле оперного театра
- Здание тулонской оперы
- Вокзал Тулона
- Фонтан
- Дворец свободы
- Порт
- Вид на Тулон, арсенал и гору Фарон
- Общежитие тулонского университета

## Спорт
В городе есть футбольный клуб «Тулон». Домашним стадионом является «Стад де Бон Ранконтр».

## Города-побратимы
Список городов-побратимов г. Тулон:
- Специя, Италия (1958)
- Мангейм, Германия (1958)[21]
- Норфолк, США (1988)
- Кронштадт, Россия (1996)[22]